# Heterischnus anomalus
Heterischnus anomalus là một loài tò vò trong họ Ichneumonidae.